# Peleteria xenoprepes
Peleteria xenoprepes là một loài ruồi trong họ Tachinidae.